# Bracomorpha
Bracomorpha är ett släkte av steklar som beskrevs av Papp 1971. Bracomorpha ingår i familjen bracksteklar.
Kladogram enligt Catalogue of Life och Dyntaxa:
| Bracomorpha | \| \| Bracomorpha rector \| \| \| \| \| \| Bracomorpha torkai \| \| \| \| |
|             | \| \| Bracomorpha rector \| \| \| \| \| \| Bracomorpha torkai \| \| \| \| |
|             | Bracomorpha rector                                                        |
|             |                                                                           |
|             | Bracomorpha torkai                                                        |
|             |                                                                           |